# Marko Grgić
Marko Grgić (Eisenach, 11 de septiembre de 2003) es un jugador de balonmano alemán que juega de lateral izquierdo en el ThSV Eisenach. Es internacional con la selección de balonmano de Alemania.
Su primer gran campeonato con la selección fueron los Juegos Olímpicos de París 2024, donde la selección alemana logró la medalla de plata.

## Palmarés

### Selección nacional
| Juegos Olímpicos | Juegos Olímpicos | Juegos Olímpicos | Juegos Olímpicos |
| Año              | Lugar            | Medalla          |                  |
| ---------------- | ---------------- | ---------------- | ---------------- |
| 2024             | París            | Medalla de plata |                  |

## Clubes
| Club          | País     | Año       |
| ------------- | -------- | --------- |
| HG Saarlouis  | Alemania | ?-2022    |
| ThSV Eisenach | Alemania | 2022-Act. |